# Wheely
Wheely (Вили) — сервис для заказа премиальных авто с водителями. Wheely работает в Париже, Лондоне, Дубае, Москве, Санкт-Петербурге и Сочи. Сервис доступен через одноимённое мобильное приложение для устройств под управлением Android и iOS.

## История
Антон Чиркунов так и не сдал экзамен на получение водительского удостоверения и пользовался такси и общественным транспортом, когда жил и учился в Швейцарии. Негативный опыт использования такси подтолкнул Чиркунова к созданию Wheely — тогда в виде платформы для сравнения цен на вызов такси. Новое приложение вышло в 2010 году, собирало заказы пользователей и передавало их таксопаркам. Изначально сервис работал в Цюрихе, Вене и Амстердаме. Wheely не удалось договориться с операторами такси об интеграции IT-систем.
Весной 2012 года Wheely решила выйти на лондонский рынок private hire — частных водителей на собственных автомобилях. Разрабатывать систему диспетчеризации и тестировать технологии было решено в Москве, где находилась команда разработки компании. В России на тот момент уже запустились «Яндекс.Такси» и GetTaxi. В отличие от них, Wheely сфокусировался на премиальном сегменте и выбрал в качестве партнёров не таксопарки, а компании, которые предоставляли в краткосрочную аренду автомобили бизнес- и представительского класса с водителями. В начале 2018 компания перезапустила бизнес в Лондоне. В сентябре 2019-го сервис был запущен в Париже одновременно с Парижской неделей моды.

### Великобритания
Первым городом присутствия Wheely стал Лондон, где сервис запустился в мае 2012 года как агрегатор миникэбов и частных перевозчиков. С автопарком из гибридных автомобилей Toyota Prius Wheely позиционировался как экономичный и экологичный способ перемещения по городу. Водителей из других компаний, занимающихся частным извозом, Wheely переманивал более низкой комиссией с поездок — 25% вместо традиционных 50%.
В 2013—2017 годах Wheely увеличила штат водителей с 20 до 150 человек и заменила Prius на автомобили E-класса, S-класса и минивэны. В начале 2018 года команда перезапустила сервис в Лондоне — по модели, доказавшей свою эффективность в Москве. Когда лондонские власти отказались продлевать Uber разрешение на перевозки из-за проблем с обеспечением безопасности пассажиров, Wheely обновил лицензию до 2023 года. В апреле 2019 года компания объявила о переносе штаб-квартиры в Лондон.

### Россия
В Москве Wheely запустился в ноябре 2012 года в высоком ценовом сегменте, наладив сотрудничество с несколькими прокатными фирмами и автопарком из 40 автомобилей Mercedes-Benz выпуска 2011—2012 годов. Спустя год Wheely начал работать в Санкт-Петербурге, где предложил 35 автомобилей Mercedes-Benz, Bentley, Lexus, Audi и BMW. С 2014 года водители Wheely появились в Екатеринбурге, Казани, Перми и Сочи. В 2018 году Wheely вышел на рынок Краснодара, где компания поглотила и переформатировала под собственные стандарты крупного местного перевозчика «Пять семёрок». На конец 2016 года приложение было установлено у 256 тысяч человек, среднее число поездок за месяц достигло 80 тысяч, а месячный оборот вырос до 1,8 миллионов долларов. В 2022 году сервис покинул  Екатеринбург, Казань, Краснодар и Пермь .

### Рейтинги
СМИ неоднократно включали Wheely в списки наиболее примечательных российских стартапов. В 2013 году компания заняла 44-е место из 50 в рейтинге лучших венчурных проектов по версии газеты «Коммерсантъ» и вошла в список самых примечательных российских стартапов, составленных интернет-изданием Mashable. В 2014 году издание Wired отметило Wheely включением в список наиболее примечательных стартапов Москвы.

### Критика
В июле 2014 года предприниматель из Санкт-Петербурга Михаил Виноградов обвинил Wheely в злоупотреблениях при распределении заказов между машинами, которые работают с сервисом .

## Принципы работы
Wheely позиционируется как служба вызова автомобилей с персональным водителем и не является агрегатором такси. Водители Wheely работают в службах краткосрочной аренды, сотрудничающих с сервисом, или оформлены как индивидуальные предприниматели. По ОКВЭД их работа классифицируется как «Деятельность прочего сухопутного пассажирского транспорта», следовательно автомобили не имеют соответствующего такси оформления и не имеют права использовать выделенные линии для общественного транспорта. Претенденты на позицию водителя проходят отбор, включающий оценку знания города, достопримечательностей, деловых центров и мест отдыха. При этом автомобиль должен быть не старше 3 лет. Компания сообщала, что процедуру проверки проходят 3 из 10 кандидатов с опытом работы в премиальном сегменте. Модель распределения заказов Wheely основана на балльной системе. Водители зарабатывают баллы за рядовые поездки и могут «оплатить» накопленными баллами более выгодный заказ, например, трансфер в аэропорт. Для контроля качества услуг Wheely проверяет все поездки, которым пользователи поставили оценку 4 балла или ниже и оставили комментарий, а также собирает обратную связь через чат в приложении, социальные сети и колл-центр.
Для заказа автомобиля пользователю необходимо установить приложение для операционных систем iOS или Android, зарегистрироваться и привязать к учётной записи банковскую карту, с которой будет списываться плата за поездки. На 2022 год в сервисе доступны 7 тарифов: Business (Mercedes-Benz E-класса), First (Mercedes-Benz S-класса), Luxe (Mercedes-Maybach), XL (Mercedes-Benz V-класса), Kids (автомобиль оборудован детским автокреслом), «Личный помощник» (водитель может выполнить поручение клиента: например, доставить документы или забрать и доставить заказ) и «Трезвый водитель», который доставит пользователя по месту назначения на его собственном транспортном средстве. В Великобритании на 2022 год доступны тарифы Business, First и XL. Корпоративные пользователи могут использовать для оплаты поездок сотрудников отдельные корпоративные счета.
На 2017 год корпоративные пользователи (в числе которых Yota, «Лукойл», Hilton Hotels & Resorts) приносили компании около 6% выручки. В число партнёров Wheely входят Альфа-банк и Citibank: владельцы карт Visa Platinum, Visa Signature, Visa Infinite Альфа-банка в России и Citigold в России и Великобритании получают бесплатные трансферы.

### Дополнительные услуги
Помимо поездок, в разные годы Wheely предлагал сервисы, ориентированные на постоянных пользователей сервиса или носящие маркетинговый характер. В 2014 году пользователи из Санкт-Петербурга могли через приложение арендовать яхту Princess Yachts или катер Bayliner, до места швартовки которых клиента доставлял автомобиль с персональным водителем. На Хэллоуин в 2015 году пассажиры в Москве, Петербурге и Казани могли отправиться в пугающее приключение с нелинейным сюжетом. Накануне празднования Нового года в 2015 году пользователям из Санкт-Петербурга был доступен заказ живых ёлок. К 8 марта 2016 года во всех российских городах присутствия Wheely пользователи могли заказать букет роз с доставкой в рамках опции «Сюрприз».
В сентябре 2017 года Wheely первым среди российских сервисов заказа автомобиля с водителем начал страховать пассажиров на время поездки от травм, инвалидности и смерти. Партнёром Wheely выступил страховой дом ВСК, страховая сумма составляет 12,5 миллионов рублей на всех участников отдельной поездки.

## Компания
По словам Чиркунова, в 2010 году он начинал бизнес с одним партнёром, к 2012 году его компания выросла до 11 человек, а к 2015 году штат Wheely достиг 64 сотрудников в 7 городах. В частности, в Санкт-Петербурге размещалась команда технической поддержки сервиса, а в московском офисе работали разработчики, маркетологи и операционисты. В апреле 2019 года компания объявила о переносе штаб-квартиры из Москвы в Лондон.
На июнь 2018 года штат компании превышал 100 сотрудников. На апрель 2019 года компания сотрудничала с 3,5 тысячами водителей. Тогда же компания озвучивала, что до вычета комиссии водителей годовая выручка Wheely – 80 млн долларов, 15% которой приходится на Лондон.

### Инвестиции
Первоначальные инвестиции на разработку программного обеспечения, закупку оборудования и запуск в размере 2,5 миллионов долларов Антон Чиркунов получил от членов своей семьи. Ещё 25 тысяч долларов компания получила в декабре 2011 года в форме гранта по программе Start Fellows, учреждённой Павлом Дуровым и Юрием Мильнером, а также грант Фонда содействия инновациям на сумму 5,9 миллионов рублей. На 2018 год совокупные инвестиции в развитие Wheely составили около 13 миллионов долларов. В апреле 2019 года компания объявила о привлечении 15 миллионов долларов от инвесторов для масштабирование бизнеса и запуска в Париже.
Антон Чиркунов с 2016 года занимает пост генерального директора российского подразделения, после последнего раунда инвестиций его доля в компании превышает 50 %.